# In Colour
| Оценки критиков | Оценки критиков |
| Источник        | Оценка          |
| --------------- | --------------- |
| AllMusic        | [ 1 ]           |
| The A.V. Club   | B               |
| The Guardian    | [ 3 ]           |
| NME             | 9/10            |
| Noisey          | A–              |
| The Observer    | [ 6 ]           |
| Pitchfork Media | 9.3/10          |
| Q               | [ 8 ]           |
| Rolling Stone   | [ 9 ]           |
| Spin            | 9/10            |

In Colour — дебютный студийный альбом британского диджея Jamie xx (настоящее имя Джейми Смит), изданный 29 мая 2015 года на лейбле Young Turks.
Альбом получил номинацию на премию Mercury Prize 2015 года, а 7 декабря 2015 года был номинирован на премию Грэмми-2016 в категории Лучший танцевальный/электронный альбом.

## История
Работа над альбомом велась в течение пятилетнего периода. Джейми хотел создать альбом, который будет звучать идеально и его будет сложно отнести к какой-либо конкретной музыкальной эпохе. Примечательно также, что в работе над альбомом ему помогали его коллеги по группе The xx.
Первый альбомный сингл, «Sleep Sound», вышел 27 марта 2014. Музыкальное видео для «Sleep Sound», поставленное режиссёром Sofia Mattioli и созданное при участии 13 членов Manchester Deaf Centre, было реализовано 10 апреля 2014. Второй сингл «Girl» вышел 18 апреля 2014. «Girl» и «Sleep Sound» были позднее переизданы в качестве двойного сингла (double A-side) 5 мая 2014 года.
26 мая 2015 года In Colour стал доступен по стримингу в iTunes. Официальный релиз альбома In Colour прошёл 29 мая 2015 года в цифровом формате, а также на CD, LP и ограниченной делюксовой трёх-альбомной версии (triple-LP edition) на цветном виниле с двумя эксклюзивными инструментальными треками.

## Реакция критиков
Альбом был положительно встречен музыкальными критиками, получив совокупную оценку 87/100 на сайте Metacritic на основе 39 профессиональных рецензий. Кроме того, многие издания включили альбом в списки лучших:
Диск получил номинацию на 2015 Mercury Music Prize и на Dance/Electronic Album (2016 Grammy Awards).
| Публикация   | Список                                 | Год  | Ранг |
| ------------ | -------------------------------------- | ---- | ---- |
| The Guardian | The Best Albums of 2015                | 2015 | 17   |
| NME          | NME’s Albums of the Year 2015          | 2015 | 3    |
| Pitchfork    | The 50 Best Albums of 2015             | 2015 | 2    |
| Pitchfork    | Readers' Top 50 Albums                 | 2015 | 4    |
| Billboard    | 25 Best Albums of 2015: Critics' Picks | 2015 | 6    |
| Rough Trade  | Albums of the Year 2015                | 2015 | 10   |
| Stereogum    | The 50 Best Albums of 2015             | 2015 | 11   |

## Список композиций
| №   | Название                                                                  | Автор(ы)                                                                                           | Длительность |
| --- | ------------------------------------------------------------------------- | -------------------------------------------------------------------------------------------------- | ------------ |
| 1.  | «Gosh»                                                                    | Jamie Smith                                                                                        | 4:51         |
| 2.  | «Sleep Sound»                                                             | J. Smith Alicia Keys Kerry Brothers George Forrest Taneisha Smith Robert Wright                    | 3:52         |
| 3.  | «SeeSaw» (featuring Romy)                                                 | J. Smith Mary Buffett Billy Guy Kieran Hebden Romy Madley Croft Sylvia Robinson                    | 4:28         |
| 4.  | «Obvs»                                                                    | J. Smith Hugh Masekela                                                                             | 3:51         |
| 5.  | «Just Saying»                                                             | J. Smith                                                                                           | 1:23         |
| 6.  | «Stranger in a Room» (featuring Oliver Sim)                               | J. Smith David Oliver Sim                                                                          | 2:57         |
| 7.  | «Hold Tight»                                                              | J. Smith                                                                                           | 4:03         |
| 8.  | «Loud Places» (featuring Romy)                                            | J. Smith Croft Rick Nowels Tony Sarafino                                                           | 4:43         |
| 9.  | «I Know There's Gonna Be (Good Times)» (featuring Young Thug and Popcaan) | J. Smith Ted Daryll Andrae Sutherland Jeffrey Williams                                             | 3:33         |
| 10. | «The Rest Is Noise»                                                       | J. Smith                                                                                           | 4:58         |
| 11. | «Girl»                                                                    | J. Smith Arthur Baker Rasmus Hägg Sebastian Maschat Erlend Oeye Marcin Oez John Robie Brian Wilson | 4:05         |

| №   | Название                                   | Длительность |
| --- | ------------------------------------------ | ------------ |
| 12. | «Stranger in a Room» (instrumental)        | 3:03         |
| 13. | «Loud Places» (instrumental)               | 4:51         |
| 14. | «All Under One Roof Raving» (instrumental) | 5:55         |
| 15. | «All Under One Roof Raving»                | 5:59         |

## Чарты
| Чарт (2015)                                  | Высшая позиция |
| -------------------------------------------- | -------------- |
| Австралия (ARIA)                             | 2              |
| Australian Dance Albums (ARIA)               | 1              |
| Австрия (Ö3 Austria)                         | 13             |
| Бельгия/Фландрия (Ultratop)                  | 4              |
| Бельгия/Валлония (Ultratop)                  | 18             |
| Дания (Hitlisten)                            | 17             |
| Нидерланды (Album Top 100)                   | 4              |
| Франция (SNEP)                               | 26             |
| Германия (Offizielle Top 100)                | 15             |
| Greek Albums (IFPI)                          | 23             |
| Ирландия (IRMA)                              | 5              |
| Irish Independent Albums (IRMA)              | 1              |
| Италия (Classifica album)                    | 39             |
| Japanese Albums (Oricon)                     | 50             |
| Новая Зеландия (RMNZ)                        | 7              |
| Норвегия (VG-lista)                          | 10             |
| Португалия (AFP)                             | 9              |
| Шотландия (Scottish Albums Chart)            | 3              |
| Испания (PROMUSICAE)                         | 37             |
| Швеция (Sverigetopplistan)                   | 24             |
| Швейцария (Schweizer Hitparade)              | 8              |
| Великобритания (UK Albums Chart)             | 3              |
| Великобритания (UK Dance Albums Chart)       | 1              |
| Великобритания (UK Independent Albums Chart) | 1              |
| США (Billboard 200)                          | 21             |
| США (Billboard Dance/Electronic Albums)      | 1              |
| США (Billboard Independent Albums)           | 2              |

## Награды и номинации
| Год  | Организация   | Награда                                | Результат | Ссылка |
| ---- | ------------- | -------------------------------------- | --------- | ------ |
| 2016 | Grammy Awards | Лучший танцевальный/электронный альбом | Номинация | [ 11 ] |

## Сертификации
| Регион | Сертификация | Продажи |
| --- | ------------ | ------- |
| Великобритания (BPI) | Золотой      | 100 000 |
| * Данные о продажах приведены только на основе сертификации. ^ Данные о тиражах приведены только на основе сертификации. |              |         |